# Sávila de Guanabano
Sávila de Guanabano es un caserío peruano ubicado en el distrito de Frías, perteneciente a la provincia de Ayabaca del departamento de Piura, al norte del Perú.

## Ubicación
Sávila de Guanabano se ubica al suroeste de la provincia de Ayabaca, en el distrito de Frías, en el departamento de Piura.

## Demografía
En 2017 Sávila de Guanabano tenía una población de 61 habitantes.